# The Order (groepering)
The Order was een Amerikaanse neonazi-groepering van het Christian Identity model. De beweging stond onder aanvoering van Robert J. Mathews en liet in 1983 voor het eerst van zich horen. De groepering was antisemitisch en beoogde een revolutie tegen de federale overheid van de VS, die de leden als handlangers van een joods complot beschouwde. Het begrip joods complot was vast onderdeel van nazi-propaganda.

## Ontstaan en vroege geschiedenis
De beweging werd in 1983 opgericht door Robert Jay Mathews, met leden die voornamelijk afkomstig waren uit kringen van de (neonazistische) National Alliance en Aryan Nation. Het eerste doel was, middels roofovervallen een oorlogskas bij elkaar te krijgen. Hiertoe werd als eerste een seksshop overvallen in Spokane (Washington). De buit bedroeg 398 dollar. Nadien werd een valsemunterijoperatie opgezet, die echter werd ontdekt toen een lid, Bruce Carroll Pierce, met een vals briefje van 50 dollar werd gearresteerd. Hij ontvluchtte nadat hij op borgtocht was vrijgelaten en dook onder tot 1985. Tegen het eind van 1983 beroofde de groep de Seattle City Bank. De buit bedroeg 25.000 dollar.

## Ondergang
In 1984 escaleerde de activiteit van de groep. Nadat men de politie door een bomaanslag in een theater in Seattle af had geleid, werd een geldtransport overvallen. De buit bedroeg ditmaal 500,000 dollar. Ook pleegde Bruce Carroll Pierce een bomaanslag op een synagoge in Boise, waarbij echter slechts geringe schade ontstond en werd een lid, Walter West, geliquideerd omdat hij "te veel praatte".
In juni 1984 vermoordde de groep de joodse praatprogrammapresentator Alan Berg uit Denver, die in zijn programma regelmatig extreemrechtse bellers voor joker zette. Rond deze tijd begon de groep ook weer met valsemunterij en beroofde een geldtransport bij Ukiah (Californië). Ditmaal maakte men ruim 3,6 miljoen dollar buit, geld dat grotendeels werd ingezet voor salarissen, sta-caravans, uniformen, auto's en wapens. Ook kocht de groep grond in Idaho en Missouri om paramilitaire oefeningen te kunnen houden.
Robert J. Mathews had echter bij de overval op het geldtransport zijn pistool verloren, dat door de FBI kon worden getraceerd. Ook werd in Californië een lid van de groep, Thomas Martinez, opgepakt wegens het uitgeven van vals geld. Deze besloot in ruil voor strafvermindering als informant op te treden en in december 1984 kon de groep worden gearresteerd. Mathews zelf kwam om bij een zelf aangestoken brand na een vuurgevecht van 36 uur op  Whidbey Island in Washington. De leden van de groep werden in 1985 veroordeeld tot straffen tussen 40 en 100 jaar.